# Катиняно
Катиня̀но (на италиански: Catignano) е село и община в Южна Италия, провинция Пескара, регион Абруцо. Разположено е на 365 m надморска височина. Населението на общината е 1480 души (към 2010 г.).